# Cucumaria georgiana
Cucumaria georgiana is een zeekomkommer uit de familie Cucumariidae.
De wetenschappelijke naam van de soort werd in 1886 gepubliceerd door Kurt Lampert.